# Nova Prata
Nova Prata este un oraș în Rio Grande do Sul (RS), Brazilia.